# Kommende Balga

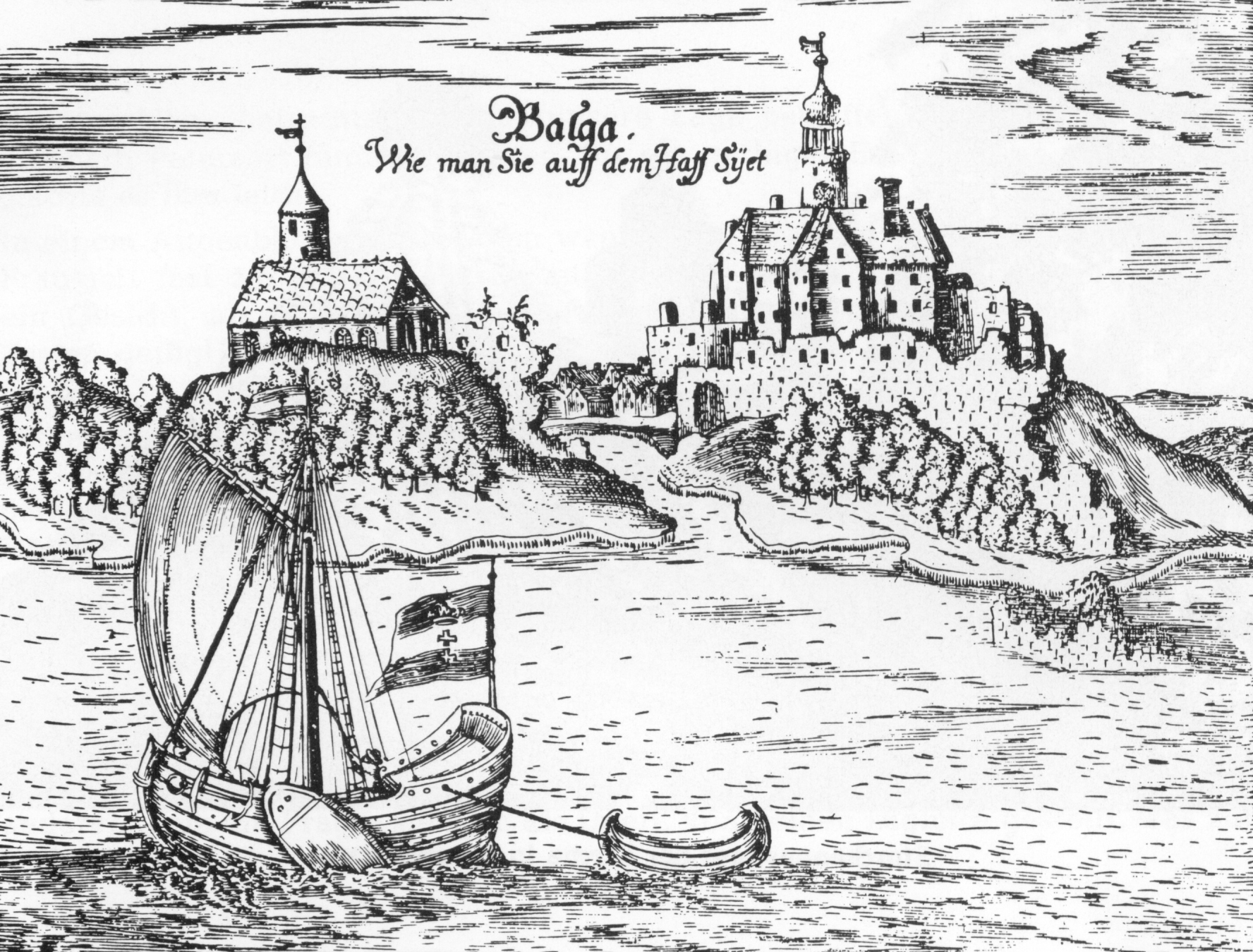
Die Burg Balga im 17. Jahrhundert

Die Kommende Balga war die älteste Deutschordensburg des Deutschen Ordens auf dem Gebiet der heutigen russischen Exklave Kaliningrad und von 1250 bis 1499 Sitz eines Komturs und Ordenskonvents.

## Geschichte
Im Jahre 1239 eroberte der Ordensmarschall Dietrich von Bernheim die pruzzische Burg Balga. Sie wurde umgehend zu einer Festung des Ordens ausgebaut und spielte wegen ihrer Lage direkt am Frischen Haff eine wichtige Rolle zur Kontrolle des Schiffsverkehrs auf dem Haff.  Von Balga aus eroberte der Orden in der Folge die pruzzischen Stammesgebiete Warmia und Natangen. Balga war eine der wichtigsten Komtureien im Ordensstaat. Das Amt des Komturs galt als Grundlage und Prüfstein für die Berufung in höhere Ämter.

## Komture von Balga
- 1250–1251 Meingot
- ?–1257 Werner von Battenberg
- 1258–1261 Bertold von Nordhausen
- 1262–? Dietrich Rot (Ruhfus)
- 1268–? Heinrich
- 1276–1277 Dietrich
- 1278–? Berlewin
- 1280–? Helwig von Goldbach

Flagge des Komturs von Balga in der Schlacht bei Tannenberg (1410)

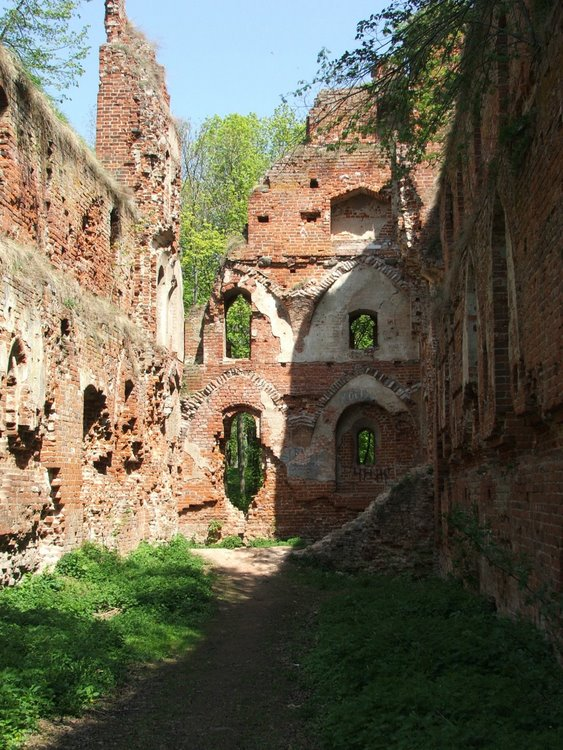
Ruine der Ordensburg Balga

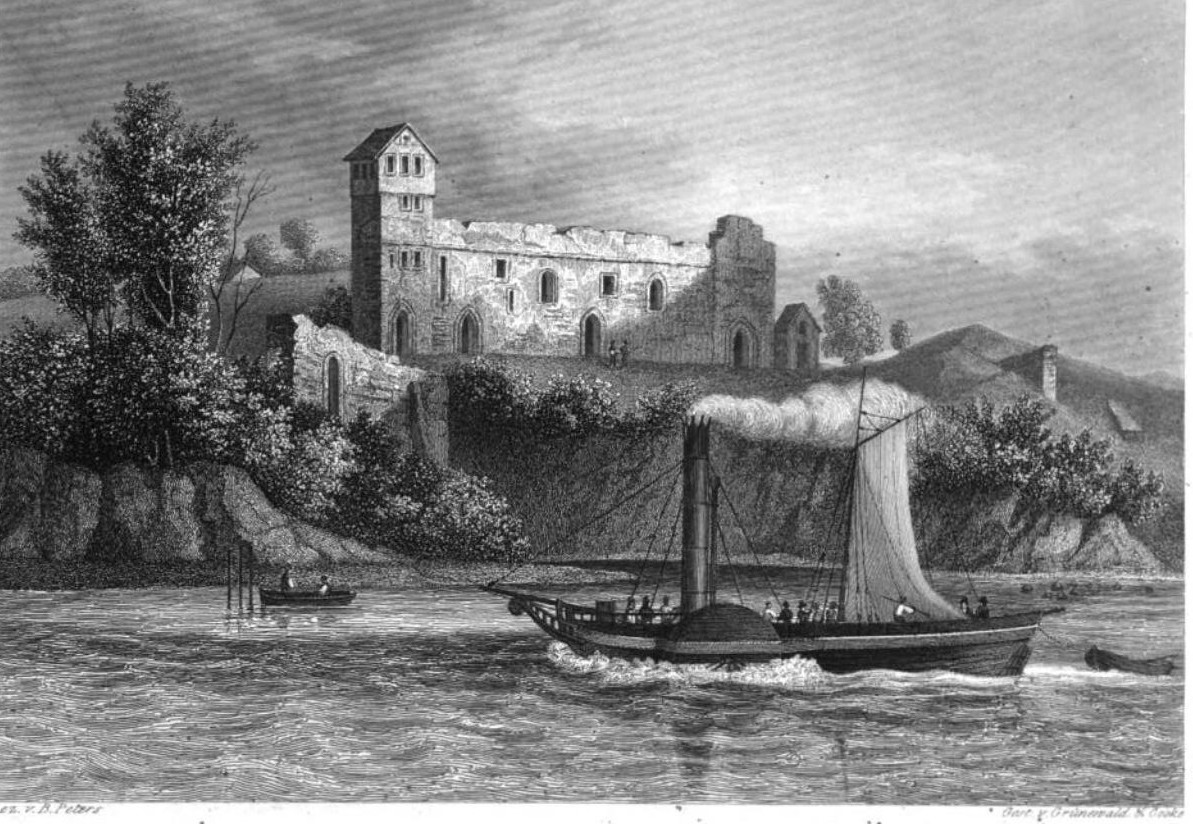
Ruine der Burg Balga um etwa 1840 (Stahlstich nach einer Zeichnung von Bernhard Peters)

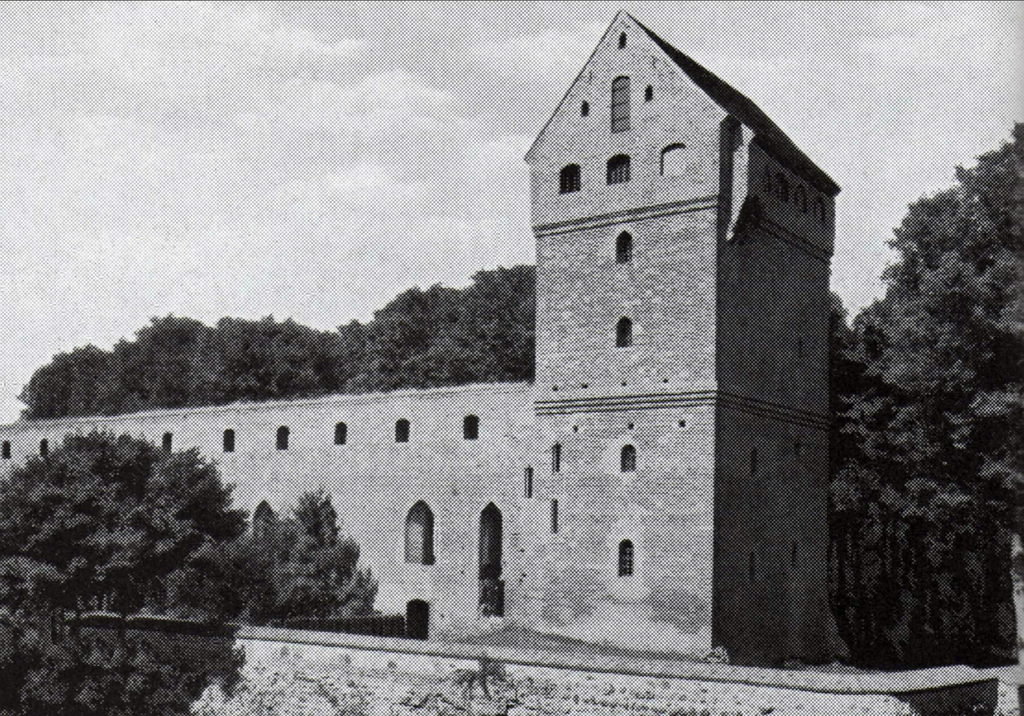
Wiederhergestellte Burg Balga (1931)

- ?–1284 Dietrich von Speyer (Spira)
- 1284–1285 Hartung
- 1288–1289 Bertold von Brühaven
- 1289–1291 Heinrich von Dubyn (Dobien)
- 1291–1295 Heinrich von Zuckschwert
- 1296–1300 Siegfried von Rechberg
- 1300–1303 Heinrich von Isenberg (Isenburg)
- 1304–? Heinrich von Plötzke
- 1308–1315 Heinrich von Isenberg
- 1320–1321 Günther von Arnstein
- 1322–? Albrecht von Ora
- 1325–1331 Dietrich von Altenburg
- 1331–9999 Heinrich Reuß von Plauen
- 1332–1337 Heinrich von der Mauer (Muro)
- 1337–1341 Dietrich von Speyer (Spira)
- 1342 Winrich von Kniprode
- 1342–1346 Dietrich von Blumenstein
- 1346–9999 Siegfried von Dahenfeld
- 1346–1348 Ortolf von Trier
- 1349–1353 Eckehard Kulling
- 1354–9999 Werner von Rundorf
- 1354–1360 Henning Schindekopf
- 1361–1372 Ulrich Fricke
- 1372–1374 Gottfried von Linden
- 1374–1382 Dietrich von Elner
- 1382–1383 Marquard von Larheim
- 1383–1387 Friedrich von Egloffstein
- 1387–1392 Arnold von Burgeln
- 1392–1396 Konrad von Kyburg
- 1396–1404 Ulrich von Jungingen
- 1404–1410 Johann von Sayn
- 1410–1412 Friedrich von Zollern
- 1412–1418 Ulrich Zenger
- 1419–1424 Helferich von Drahe
- 1425–1431 Jost von Strupperg
- 1431–1432 Heinrich von Sebenrode
- 1432–1437 Erasmus von Fischborn
- 1437–1440 Tammo Wolf von Sponheim
- 1440–1441 Heinrich Reuß von Plauen
- 1441–1452 Eberhard von Wiesentau
- 1452–1459 Heinrich Zoller von Richtenberg
- 1459–1481 Siegfried Flach von Schwarzburg
- 1481–1488 Erasmus von Reitzenstein
- 1488–1495 Hieronymus von Gebsattel
- 1495–1499 Heinrich Reuß von Plauen II.

### Hauskomture zu Balga
- 1500–9999 Konrad von Kottwitz
- 1502–9999 Bertold von Altmashoffen
- 1502–1519 Klaus von Bach
- 1521–9999 Klaus von Auer
- 1522–1525 Hans von Gablentz